# Лідине (селище)
Лі́дине — селище в Україні, у Миколаївській селищній громаді Сумського району Сумської області. Населення становить 120 осіб. Орган місцевого самоврядування — Супрунівська сільська рада.

## Географія
Село Лідине розташоване між річками Бобрик та Локня (3 км). На відстані 1 км розташовані села Садове та Кленове.

## Назва
На території України 3 населених пункти із назвою Лідине.

## Історія
- Селище постраждало внаслідок геноциду українського народу, проведеного урядом СССР 1932—1933 та 1946–1947 роках.
- 12 червня 2020 року, відповідно до розпорядження Кабінету Міністрів України № 723-р «Про визначення адміністративних центрів та затвердження територій територіальних громад Сумської області», селище увійшло до складу Миколаївської селищної громади[1].
- 19 липня 2020 року, в результаті адміністративно-територіальної реформи та ліквідації Білопільського району, селище увійшло до складу новоутвореного Сумського району[2].

## Населення

### Мова
Розподіл населення за рідною мовою за даними :
| Мова       | Кількість | Відсоток |
| ---------- | --------- | -------- |
| українська | 112       | 93.33%   |
| російська  | 4         | 3.33%    |
| білоруська | 4         | 3.37%    |
| Усього     | 120       | 100%     |

## Постаті
- Сапєгін Віталій Іванович — сержант Збройних сил України, учасник російсько-української війни 2014—2017.